# 波蒂克 (利維夫州)
49°22′42″N 22°50′19″E / 49.37833°N 22.83861°E
波蒂克（羅馬化：Potik）是烏克蘭西部的村莊，隸屬利維夫州的桑比爾區。該村面積0.1平方公里，2001年該城鎮人口136，人口密度每平方公里1,360人。